# Tell al-Fakhar
Tell al-Fakhar (Arabisch: تل الفخار; 'Aardewerkheuvel') is een tell of nederzettingsheuvel in het gouvernement At-Ta'mim in noordoost Irak. Van 1967 tot 1969 vonden er opgravingen plaats op Fakhar, uitgevoerd door het Directoraat-Generaal voor Oudheden van Irak. De tell heeft een oppervlakte van 200 bij 135 m en is 4,5 m hoog. De opgravingen brachten twee bewoningsfases aan het licht. De oudste fase dateert uit de Mitanni/Kassietische periode, ofwel het midden van het 2e millennium v.Chr. De jongste fase dateert uit de Neo-Assyrische periode, ofwel het begin van het 1e millennium v.Chr. In de oudste fase werd een groot gebouw aangetroffen dat het 'Groene Paleis' is genoemd en waar een archief van ca. 800 kleitabletten is aangetroffen.